# Никола Генев
Никола Генев Колчев е опълченец-поборник, български офицер, генерал-лейтенант, командир на Македоно-одринското опълчение през Балканската (1912 – 1913) и Междусъюзническата война (1913).

## Биография
Никола Генев е роден на 18 януари 1856 г. в Севлиево, Османска империя. Участва в Априлското въстание като член на революционния комитет в родния си град. Бива арестуван и изтезаван от турците, като по-късно успява да емигрира в Румъния, след което преминава в Русия.

### Руско-турска война (1877 – 1878)
При подготовката на Руско-турска война (1877 – 1878) се записва в Българското опълчение. Опълченец от III Опълченска дружина. Взема участие в боевете на връх Шипка. За проявена лична храброст е награден с войнишки „Георгиевски кръст“ IV ст. В края на войната е повишен във военно звание младши подофицер.
След Освобождението постъпва във Военното училище в София. Завършва първия випуск през 1879 г. На 10 май е произведен в офицерско военно звание подпоручик. По свое желание е разпределен в III Пехотна Радомирска дружина (наследила III дружина от Българското опълчение). През 1883 г. завършва Стрелкова офицерска школа в Санкт Петербург.

### Сръбско-българска война (1885)
През Сръбско-българската война (1885) капитан Генев е командир на III дружина от II Пехотен Струмския полк (от 27 септември 1885 г.), както и началник на Трънския отряд. Въпреки малобройния си състав, получава задача да забави Моравската дивизия, насочила се към Сливнишката позиция. Отряда спечелва ценно време, необходимо за допълнително укрепяване и попълване на бойния състав на армията. За участието си във войната е награден с орден „За храброст“ IV ст.
От 13 август 1887 г. е старши офицер със звание майор, а през 1892 г. е повишен в звание подполковник. От 1893 до 1900 г. Никола Генев е последователно командир на II Пехотен полк, на XIX Пехотен Шуменски полк и VII Пехотен Преславски полк. От 1900 до 1904 г. е командир на I бригада в VI Пехотна Бдинска дивизия. На 4 март 1904 г. е повишен в звание генерал-майор. По свое желание преминава в запаса.

### Балкански войни (1912 – 1913)
През Балканската война (1912 – 1913) генерал-майор Генев се връща в Българската армия. Назначен е за командир на Македоно-одринското опълчение, а от 11 октомври 1912 г. и на Кърджалийския отряд. Участва в бойните действия в Егейска Тракия, които завършват с пленяването на корпуса на Явер паша през ноември същата година. В началото на 1913 г. командваните от него опълченци участват в боевете при Шаркьой, където отбиват голям турски десант.
По време на Междусъюзническата война в 1913 година опълчението води военни действия срещу сърбите при Кочани и Царево село. След края на войната генерал-лейтенант Никола Генев отново излиза в запаса на Българската армия.
Никола Генев е един от офицерите, подписали протестното писмо до цар Фердинанд I против участието на България в Първата световна война (1914 – 1918) на страната на Тройния съюз.
Генерал-лейтенант Никола Генев умира на 12 април 1934 г. в София.

## Памет
На генерал Никола Генев е наречена улица в квартал „Люлин“ в София (Карта).
На генерал Никола Генев е наречена улица в централната част на град Севлиево, на която и до днес са останали част от къщите на рода Геневи.

## Военни звания
- Прапоршчик (10 май 1879)
- Подпоручик (1 ноември 1879, преименуван)
- Поручик (30 август 1882)
- Капитан (30 август 1885)
- Майор (13 август 1887)
- Подполковник (1892)
- Полковник (1896)
- Генерал-майор (4 март 1904)
- Генерал-лейтенант (1912)

## Награди
- Орден „За храброст“ III ст., 2-ри клас
- Орден „За храброст“ IV ст., 2-ри клас.
- Орден „Св. Александър“ II, III, IV и V ст. с мечове.
- Орден „Стара планина“ I степен с мечове, посмъртно[3]
- Войнишки „Георгиевски кръст“ IV ст. / Русия /.